# Bordeaux Gironde hockey sur glace
Bordeaux Gironde hockey sur glace (BGHG) – francuski klub hokejowy z siedzibą w Bordeaux.

## Historia
Chronologia nazw
- Dogues de Bordeaux (1974–1988)
- Girondins de Bordeaux (1988–1992)
- Aquitains de Bordeaux (1992–1995)
- Dogues de Bordeaux (1995–1999)
- Boxers de Bordeaux (1999–)

Klub Bordeaux Gironde hockey sur glace (BGHG) powstał 1974. W lidze występował pod różnymi nazwami. W wyniku przekształceń powstała struktura spółek handlowych Société Anonyme Sportive dla Professional (SASP), która podjęła zarządzanie drużyną Boxers de Bordeaux.

## Sukcesy
- Awans do Division 2: 1985, 1993, 2000
- Awans do Division 1: 1986, 1994, 2006
- Awans do Ligue Magnus: 1988, 1996, 2015